# تیم ملی بسکتبال مقدونیه شمالی
تیم ملی بسکتبال مقدونیه شمالی (مقدونی: Кошаркарска репрезентација на Северна Македонија، که قبلاً به عنوان تیم ملی بسکتبال مقدونیه شناخته می شد) نماینده مقدونیه شمالی در مسابقات بین‌المللی بسکتبال است و توسط فدراسیون بسکتبال مقدونیه شمالی اداره می شود. آنها پس از استقلال از یوگسلاوی در سال ۱۹۹۳ به فدراسیون بین‌المللی بسکتبال پیوستند. در همان سال این تیم نخستین بازی رسمی خود را مقابل استونی انجام داد. قبل از سال ۱۹۹۳ بازیکنان مقدونی در تیم ملی یوگسلاوی شرکت داشتند .
مقدونیه در نخستین رقابت بین‌المللی خود در قهرمانی اروپا در سال ۱۹۹۹ به میدان رفت. آنها در کل ۵ بار در این رویداد حضور یافته اند و بهترین عملکرد آنها در سال ۲۰۱۱ بود .